# Frescobol
El frescobol es un juego de paleta típicamente playero entre dos o más jugadores. Es principalmente un juego no profesional, aunque en la actualidad se realizan torneos en varios países como Brasil e Israel. No debe ser confundido con el Tenis playa, el cual se asemeja más al Tenis al ser un juego de oposición y poseer una área para cada jugador delimitada por una red.
El juego consiste en golpear la pelota con una paleta y pasársela al compañero manteniendo la pelota en el aire el mayor tiempo posible sin que esta caiga. No hay un ganador o un perdedor.
La paleta clásica es de madera pero en la actualidad se encuentran también de plástico. Su forma puede ser circular o en forma de gota.